# مفتي (ما بعد الاتحاد السوفيتي)
المفتي هو كيان إداري إقليمي، وخاصة في دول ما بعد الاتحاد السوفييتي وجنوب شرق أوروبا، تحت إشراف المفتي. في دول ما بعد يوغوسلافيا، تسمى الإدارات الروحية المشابهة للمفتي بالرياسات.
إن هيئة الإفتاء العامة أكثر أهمية من هيئة الإفتاء العامة، ويرأسها المفتي الأكبر (المفتي العام).
ويتولى المفتي العام مسؤولية العمليات اليومية للمديرية، ويشرف على المجالس المحلية، ورجال الدين، والمساجد، والوصاية. لم يكن هيكل الإفتاء في روسيا وجنوب شرق أوروبا محددًا بالعقيدة الإسلامية أبدًا، بل كان مبنيًا على مبدأ النظام القانوني والإداري الشامل بالتوازي مع الأبرشيات المسيحية بهدف تنظيم الدين الإسلامي.

## التاريخ
في عام 1788، أنشأت الإمبراطورية الروسية في عهد الإمبراطورة كاثرين الثانية أول كيان مفتي في روسيا تحت اسم "الجمعية الروحية الإسلامية في أورينبورغ" والتي يحكمها مفتي أعلى يشرف على تعيين الأئمة وإدارة المساجد في جميع أنحاء الإمبراطورية. في البداية كان يُعين المفتي من الإمبراطور، ولكن بموجب مرسوم وقعه الإمبراطور ألكسندر الأول في عام 1817، تقرر أن يُنتخب المفتي من المجتمع المسلم بموافقة الإمبراطورية. اُنتُخب معظم المفتين ومساعديهم والملالي العاديين من تتار قازان. تشمل واجبات المفتي الإشراف على رجال الدين المسلمين، والتعيينات الدينية، وبناء المساجد، والزواج والطلاق، والميراث، والنزاعات على الممتلكات، والأوقاف، وحالات عقوق الوالدين من الأبناء، وصحة تنفيذ العبادة الإسلامية، وتسجيل المواليد. مع إنشاء الاتحاد السوفييتي، اُستُبدلَت الجمعية الروحية الإسلامية في أورينبورغ بالمجلس الروحي المركزي للمسلمين.
بعد عام 1944، تم إدارة الشؤون الروحية للسكان المسلمين في روسيا من أربع هيئات روحية مستقلة: الإدارة الروحية لمسلمي آسيا الوسطى وكازاخستان (طشقند)، والإدارة الروحية لمسلمي القوقاز [الإنجليزية] (باكو)، والإدارة الروحية لمسلمي شمال القوقاز (بويناكسك)، والإدارة الروحية لمسلمي الجزء الأوروبي من الاتحاد السوفييتي وسيبيريا (أوفا). وقد حدث تفكك المجالس الروحية الأربعة مع سقوط الاتحاد السوفييتي في عام 1991. واليوم، تمتلك كل من جمهوريات الاتحاد السوفييتي السابقة ذات الكثافة السكانية المسلمة الكبيرة مجالسها الروحية المستقلة. لقد جرت محاولات لتوحيد جميع المنظمات الدينية الإسلامية في روسيا في منظمة واحدة شاملة ولكن دون جدوى.
في القرن التاسع عشر، توسع آل هابسبورغ النمساويون والروس إلى جنوب شرق أوروبا، حيث اقتطعوا أراضي من الإمبراطورية العثمانية وساعدوا في إنشاء دول مستقلة حديثًا. نُظم السكان المسلمين في هذه البلدان تحت إشراف مفتين على نحو مماثل لتلك الموجودة في روسيا. اليوم، أصبحت أغلبية الإفتاءات في جنوب شرق أوروبا مستقلة عن سيطرة الحكومة.

## البُلدان

### الاتحاد السوفيتي السابق
الجمهوريات السابقة للاتحاد السوفييتي التي احتفظت بمفتيات أو "مجالس روحية" بعد تفكك الاتحاد السوفييتي: أذربيجان، وجورجيا، وكازاخستان، وقيرغيزستان، وليتوانيا، وروسيا، وطاجيكستان، وأوكرانيا، وأوزبكستان.
كانت أربع مديريات روحية ترأست أراضي الاتحاد السوفييتي حتى حل الاتحاد السوفييتي في عام 1991. أنشأت الدول المستقلة حديثًا مفتياتها المستقلة أو "إداراتها الروحية" استنادًا إلى بقايا النظام السوفييتي، مثل الإدارة الروحية المركزية للمسلمين في روسيا، والمجلس الديني لمسلمي أوكرانيا [الإنجليزية]، والمجلس الديني للقوقاز [الإنجليزية]، والإدارة الروحية لمسلمي كازاخستان، وغيرها.

### جنوب شرق أوروبا
تشمل البلدان في جنوب شرق أوروبا التي ورثت أعدادًا كبيرة من السكان المسلمين بعد حصولها على استقلالها من الإمبراطورية العثمانية بين القرنين السابع عشر والتاسع عشر: ألبانيا، والبوسنة والهرسك، وبلغاريا، وكرواتيا، واليونان، وكوسوفو، ومقدونيا، والجبل الأسود، ورومانيا، وصربيا، وسلوفينيا.
وقد تم إنشاء العديد من هذه الإفتاءات أو الرياسات من هذه الدول بعد استقلالها عن الإمبراطورية العثمانية.

## الهيكل والتنظيم
وفي قمة هيكلية دار الإفتاء يوجد المفتي العام ومجلسه، ثم المفتون ومجالسهم. وتخضع هيئات الإفتاء المستقلة لمفتي ومجلس. في روسيا (كما كان الحال في الاتحاد السوفييتي) تنقسم المفتية إلى قاضيات يقودها قضاة. وتخضع مباشرة للقضاة المحتسبات التي يرأسها المحتسب (وهو في الأصل مسؤول عثماني مكلف بالإشراف على الأوزان والمقاييس الصحيحة في الأسواق والسلوك السليم لبعض الطقوس؛ وقد اُستوحِي هذا المنصب من الدول الإسلامية السابقة). وفي بعض المفتيات يكون القاضي في مرتبة أدنى من المحتسب. يتم إدارة كل محلة أو جماعة بواسطة هيئة منتخبة تسمى "المفتيات" تتكون من أعضاء الجماعة.
يختلف مستوى الحكم من بلد إلى آخر، وحتى من مفتية إلى أخرى. في بعض البلدان يتم انتخاب المفتين من أتباعهم بينما في بلدان أخرى يتم تعيينهم في المنصب من مجلس المفتين أو الحكومة.

## طالع أيضًا
- قائمة المفتين الإسلاميين [الإنجليزية]
- المفتي العام
- المفتي
- قاديات [الإنجليزية]
- محتسبات [الإنجليزية]
- محلة
- رياسات (الإسلام)

## ملحوظات
1. ↑  تُكتب باللغات الأخرى هكذا: muftiyat; البوسنوية: Muftijstvo or Muftiluk; الألبانية: Myftini; البلغارية: мюфтийство; القازاقية: мүфтият; الروسية: Муфтият; التتارية: мөфтият; البشكيرية: мөфтиәт; الرومانية: muftiat; الأوكرانية: Муфтіят